# Plácido Rosas
Plácido Rosas est une ville de l'Uruguay située dans le département de Cerro Largo. Sa population est de 459 habitants.

## Géographie
Plácido Rosas est située dans le secteur 2.

## Population
| Année | Population |
| ----- | ---------- |
| 1963  | 379        |
| 1975  | 428        |
| 1985  | 387        |
| 1996  | 402        |
| 2004  | 459        |

,